# ジェイ・チャップマン
ジェイ・チャップマン（Jay Chapman、1994年1月1日 - ）は、カナダ出身の同国代表プロサッカー選手。ポジションはMF。ダンディーFC所属。

## クラブ経歴
2015年1月、トロントFCとホームグロウンプレーヤー契約を結んだ。3月、リザーブチームの試合に出場しプロデビュー。翌4月に同じくリザーブチームの試合でプロ初ゴールを決めた。
2019年11月13日、10万ドルの金銭トレードでインテル・マイアミCFに加入
2022年1月、ダンディーFCに移籍。

## 代表歴
2011年、U-17代表の一員としてCONCACAF U-17選手権とFIFA U-17ワールドカップに参加した。
2017年1月22日に開催されたバミューダ諸島代表との試合でフル代表デビュー。さらに初ゴールも決め4-2の勝利に貢献した。

## タイトル

### クラブ
トロントFC
- MLSカップ (1): 2017
- サポーターズ・シールド (1): 2017
- カナディアン・チャンピオンシップ (3): 2016, 2017, 2018
- トリリウム・カップ (3): 2016, 2017, 2019